# Stjørdal

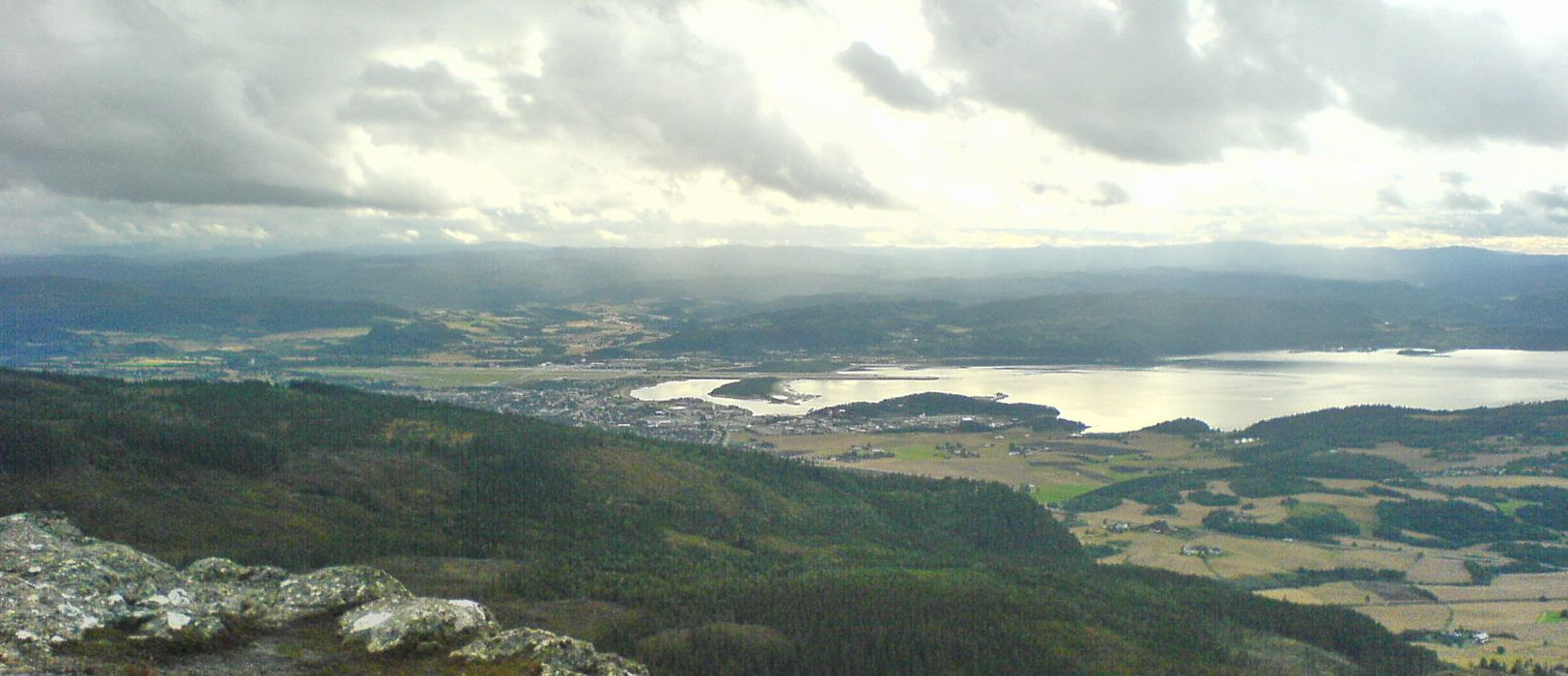
Stjørdal

Stjørdal is een gemeente in de Noorse provincie Trøndelag. De gemeente telde 23.625 inwoners in januari 2017. Het wapen van Stjørdal bevat een lintworm.

## Plaatsen in gemeente Stjørdal
- Hegra
- Kvithammer
- Lånke
- Prestmoen
- Skatval
- Stjørdalshalsen

## Geboren
- Ingvild Kjerkol (1975), politica
- Fredrik Midtsjø (1994), voetballer
- Elias Hoff Melkersen (2002), voetballer

Åfjord · Flatanger · Frosta · Frøya · Grong · Heim · Hitra · Holtålen · Høylandet · Inderøy · Indre Fosen · Leka · Levanger · Lierne · Malvik ·  Melhus · Meråker · Midtre Gauldal · Nærøysund · Namsos · Namsskogan · Oppdal · Orkland · Ørland · Osen · Overhalla · Rennebu · Rindal · Røros · Røyrvik · Selbu · Skaun · Snåsa · Steinkjer · Stjørdal · Trondheim · Tydal · Verdal

Fylker van Noorwegen